# Flabellina rubrolineata
Flabelline à lignes rouges
Espèce
Synonymes
- Coryphellina rubrolineata O'Donoghue, 1929

Flabellina rubrolineata, communément nommée flabelline à lignes rouges, est un nudibranche de la famille des flabillinidés.

## Description
La flabelline à lignes rouges est un nudibranche éolidien[Quoi ?] de taille modeste, car elle n'excède pas 4 cm de long. Le corps est allongé et se termine en pointe au niveau de la queue, la face dorsale est couverte d'un certain nombre d'extensions nommées cérates dont la taille est variable d'un individu à l'autre. Les rhinophores sont en pointes et ressemblent à des plumes. Les tentacules buccaux sont fins, cylindriques et plus longs que les rhinophores.
La livrée est très variable et nous allons décrire deux cas courants.
- La flabelline à lignes rouges en livrée classique : le corps est blanc laiteux à translucide, trois lignes rouges à pourpre continues ou en pointillés parcourent le centre du corps et les côtés, les tentacules buccaux et les rhinophores sont également blanchâtres avec un anneau mauve à rouge-violet au deux-tiers de leur extrémité, les cérates sont blanc crème avec aussi un anneau mauve à rouge-violet et l'extrémité orangée.
- La flabelline à lignes rouges en livrée violette : dans ce cas l'ensemble du corps, les cérates, les rhinophores et les tentacules buccaux sont violets à mauve, sans lignes rouges et juste un anneau plus sombre aux deux-tiers des extrémités des cérates et les pointes plus claires.

## Distribution & habitat

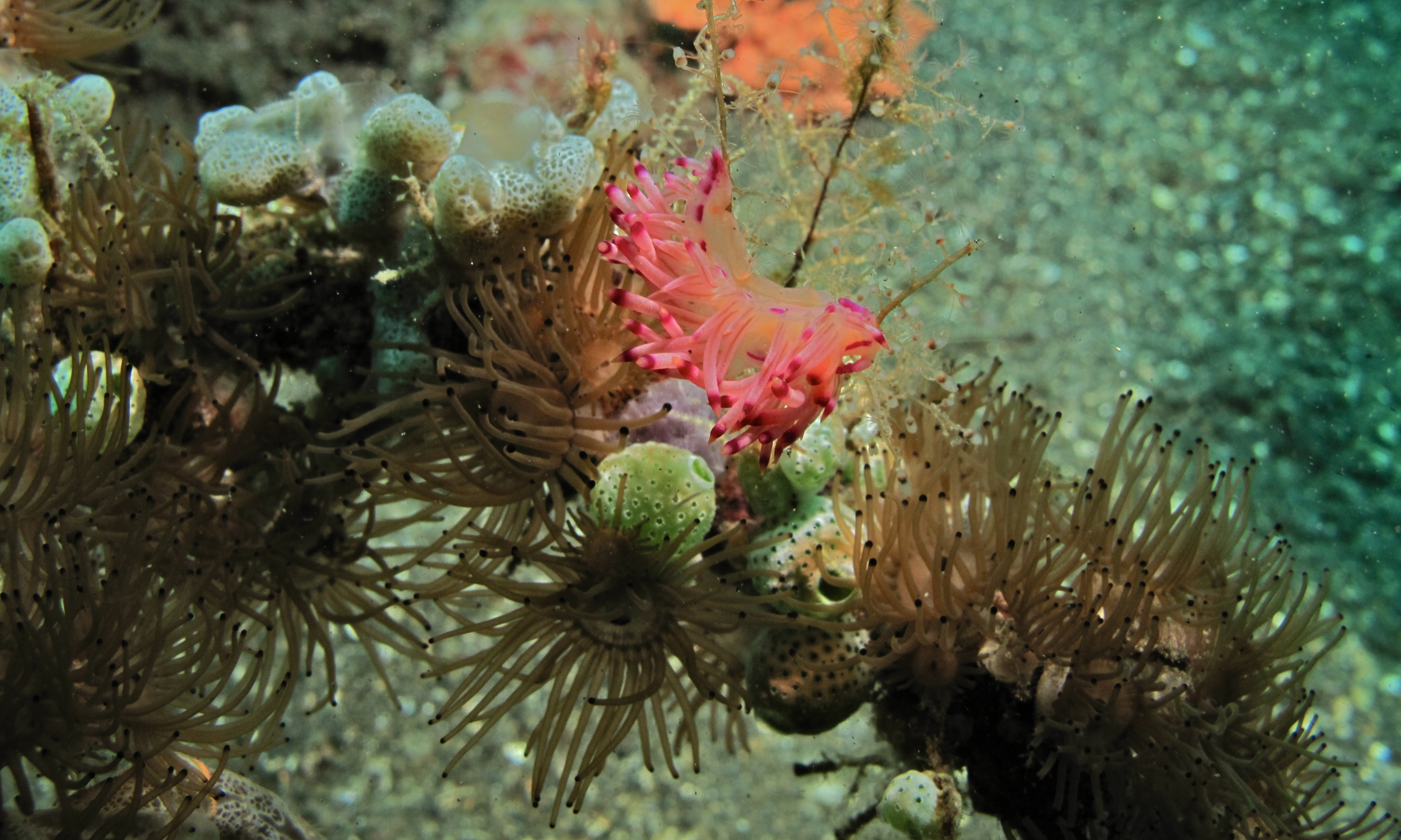
Flabelline à lignes rouges (Sulawesi, Indonésie).

Flabellina rubrolineata est largement distribuée dans les eaux tempérées à tropicales dans tout le bassin Indo-Pacifique, mer Rouge incluse, ainsi qu'en mer Méditerranée où elle a migré par le canal de Suez,.
Dans son aire de répartition invasive méditerranéenne, après avoir été découverte pour la première fois en 1988 à Ashkelon sur la côte israélienne et avoir colonisé le bassin Levantin et atteint les côtes libanaises, chypriotes et turques, elle a également colonisé la mer Égée et est présente sur les côtes grecques. 
Elle affectionne les zones récifales et rocheuses riches en hydraires qui représentent sa source principale de nourriture.

## Biologie
À l'image de la majorité des éolidiens, Flabellina rubrolineata a la capacité de stocker les cellules urticantes des cnidaires ingérés. Ce stock constitue un moyen de défense particulièrement efficace ; il est situé aux extrémités des cérates, dans des cnidosacs.

## Publication originale
- (en) O'Donoghue C. H. 1929. Report on the Opisthobranchiata [in] Zoological Results of the Cambridge Expedition to the Suez Canal, 1924. Transactions of the Zoological Society of London 22(6): 713-841 [789-802].